# روسم النانو
روسم النانو (بالإنجليزية: Nanostencil )‏ هو روسم أو مستنسل (قناع ظل) مع بؤر ذوات قياسات على مستوى ألنانومتر. التقنية المستخدمة للمواد مع نمط روسم النانو تسمى بالطباعة الحجرية روسمية (إستنسلية).